# Pogonomyrmex comanche
Pogonomyrmex comanche är en myrart som beskrevs av Wheeler 1902. Pogonomyrmex comanche ingår i släktet Pogonomyrmex och familjen myror. Inga underarter finns listade i Catalogue of Life.

## Bildgalleri

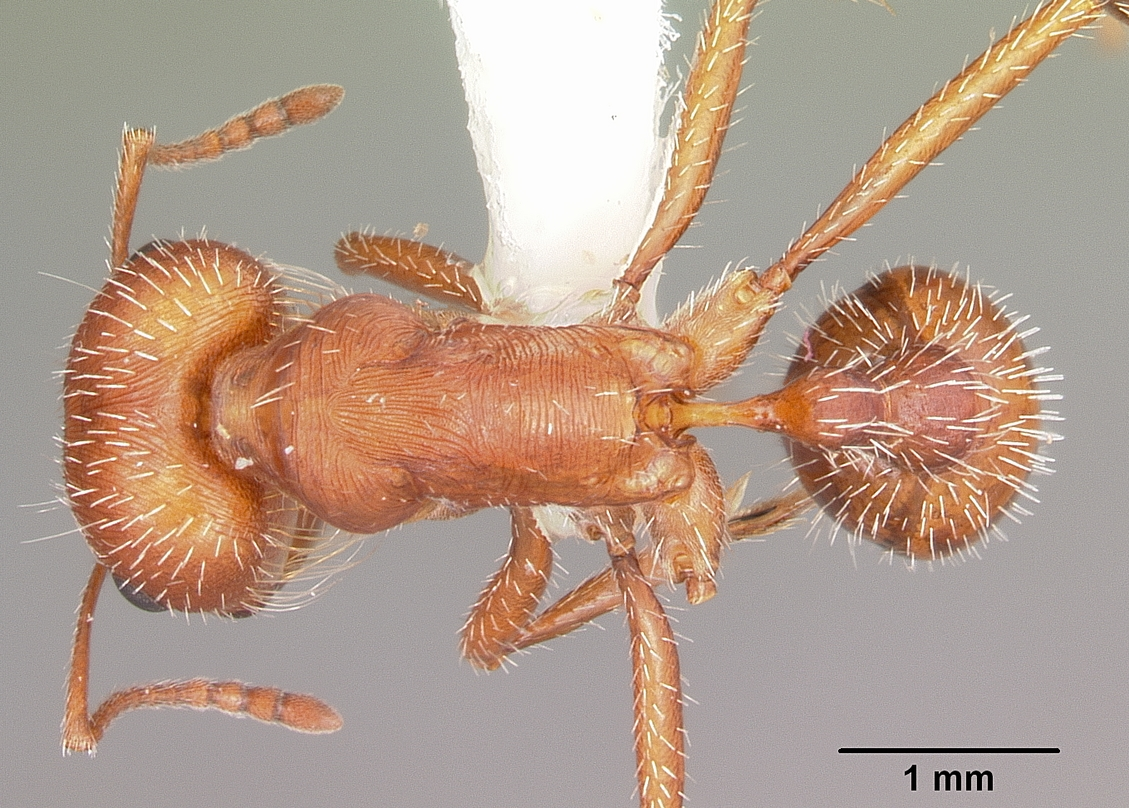
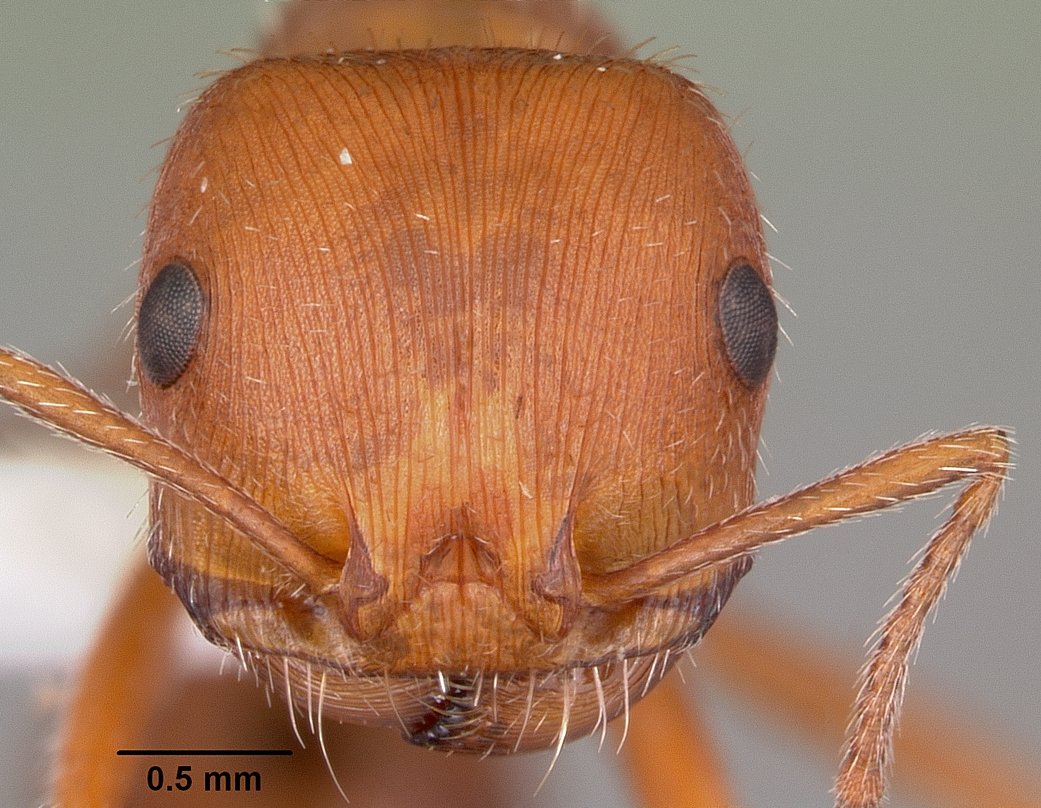
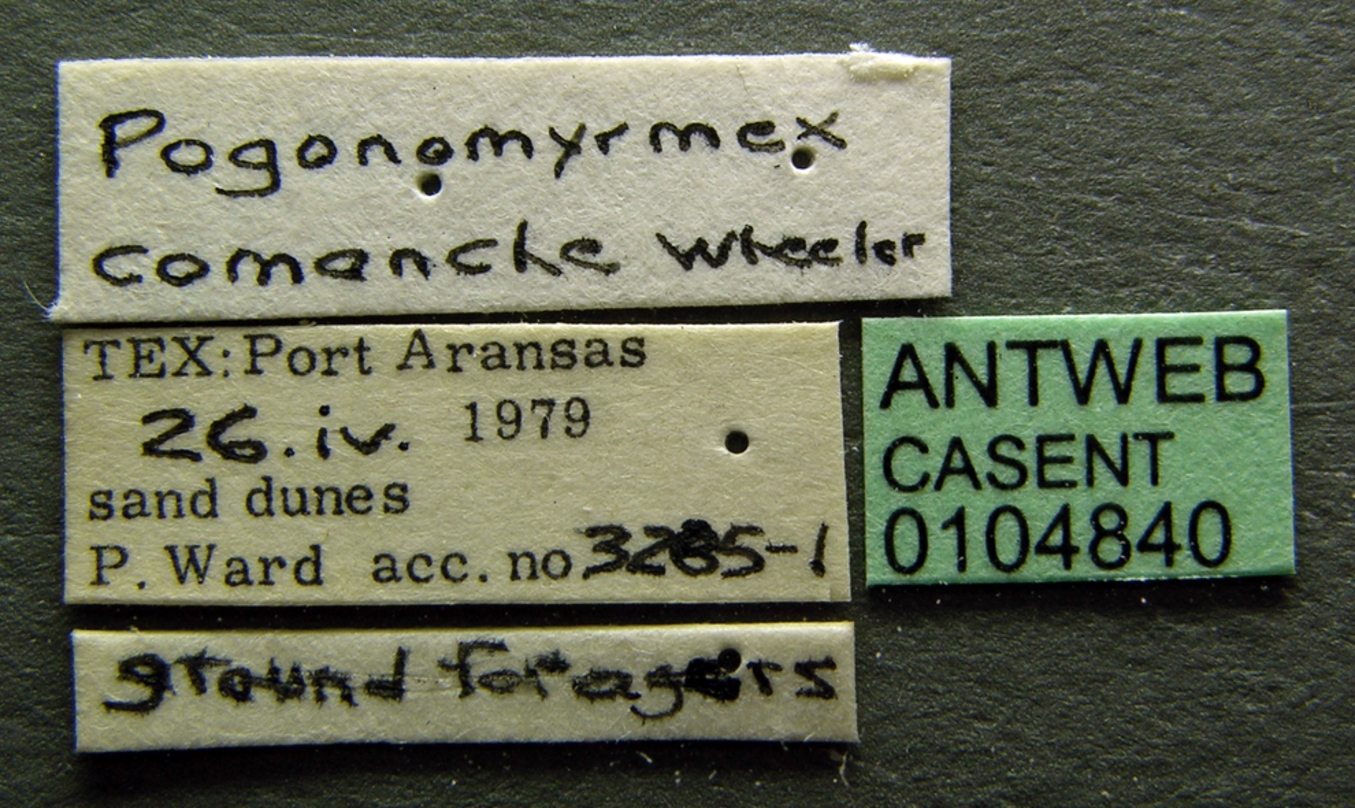
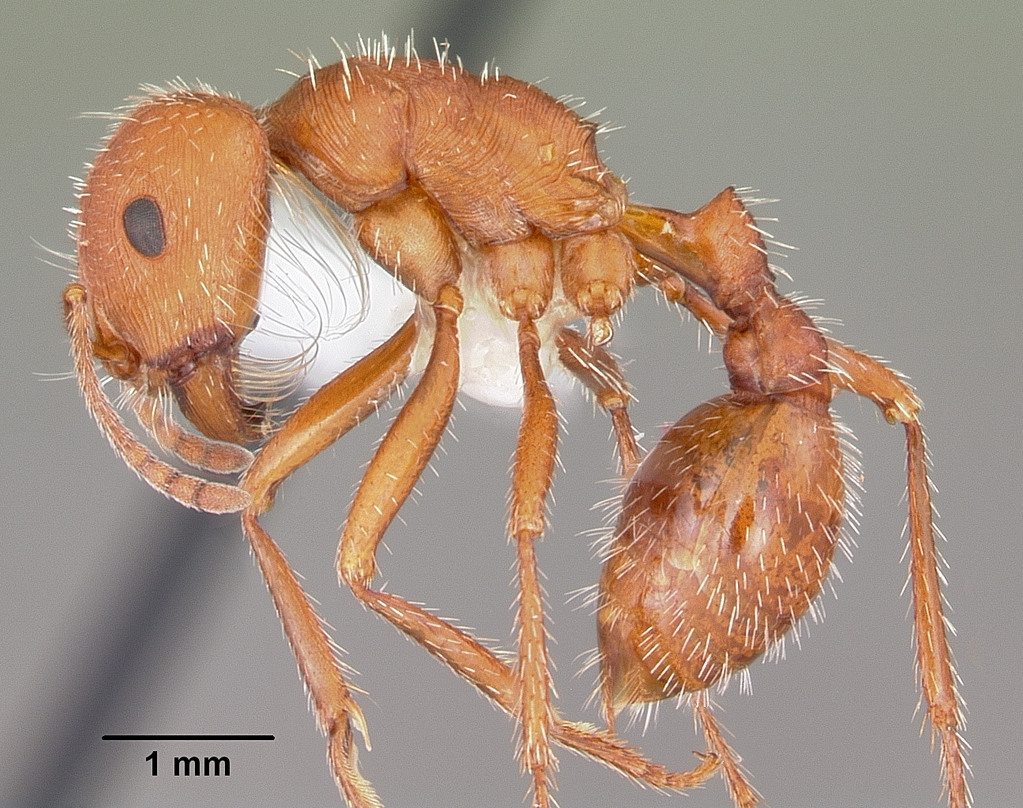
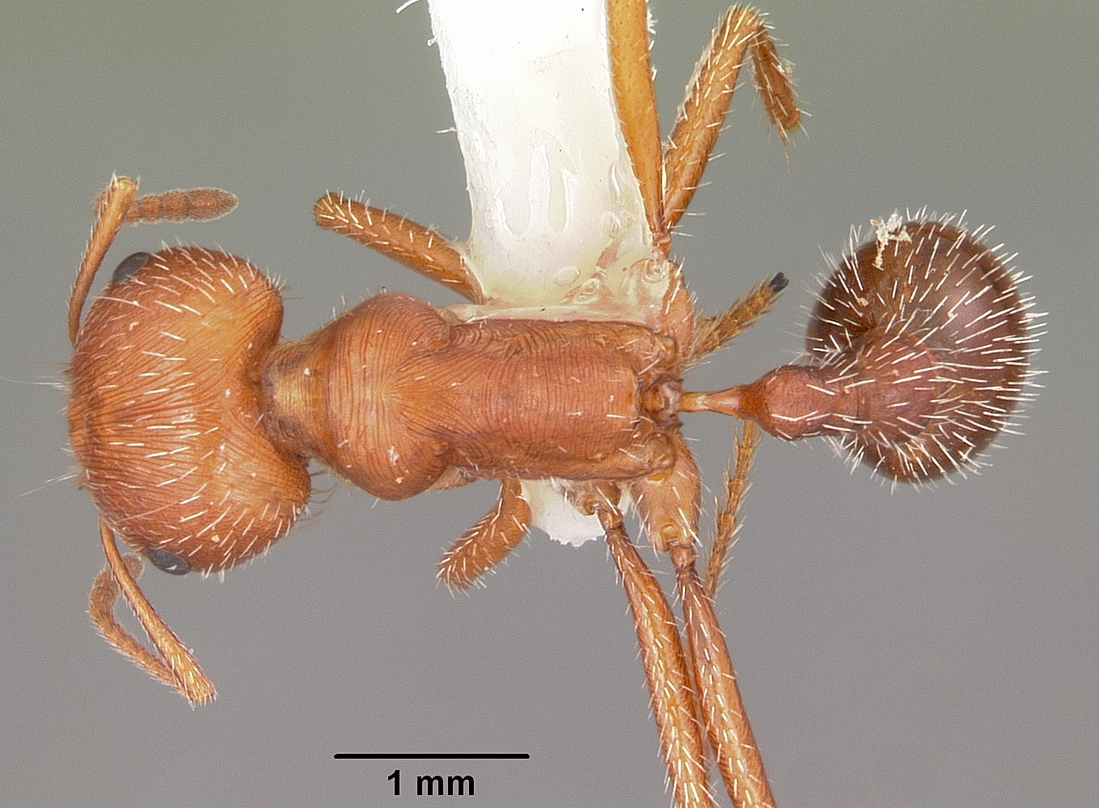
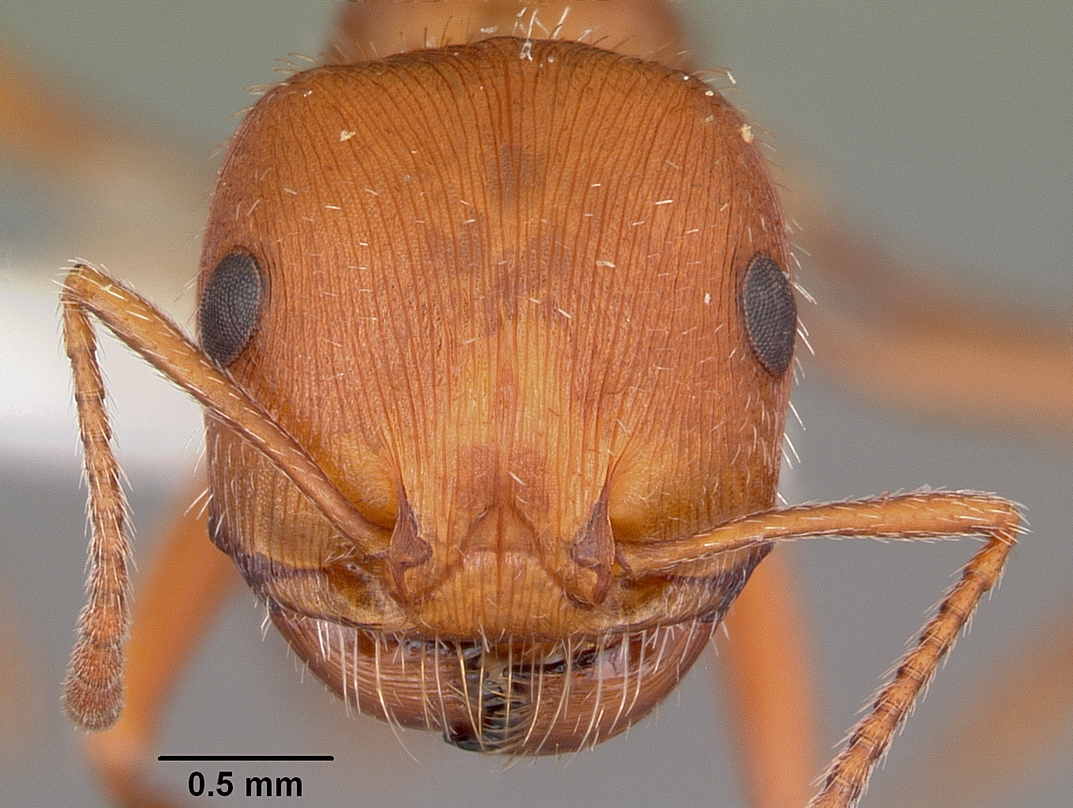